# Universalisme républicain

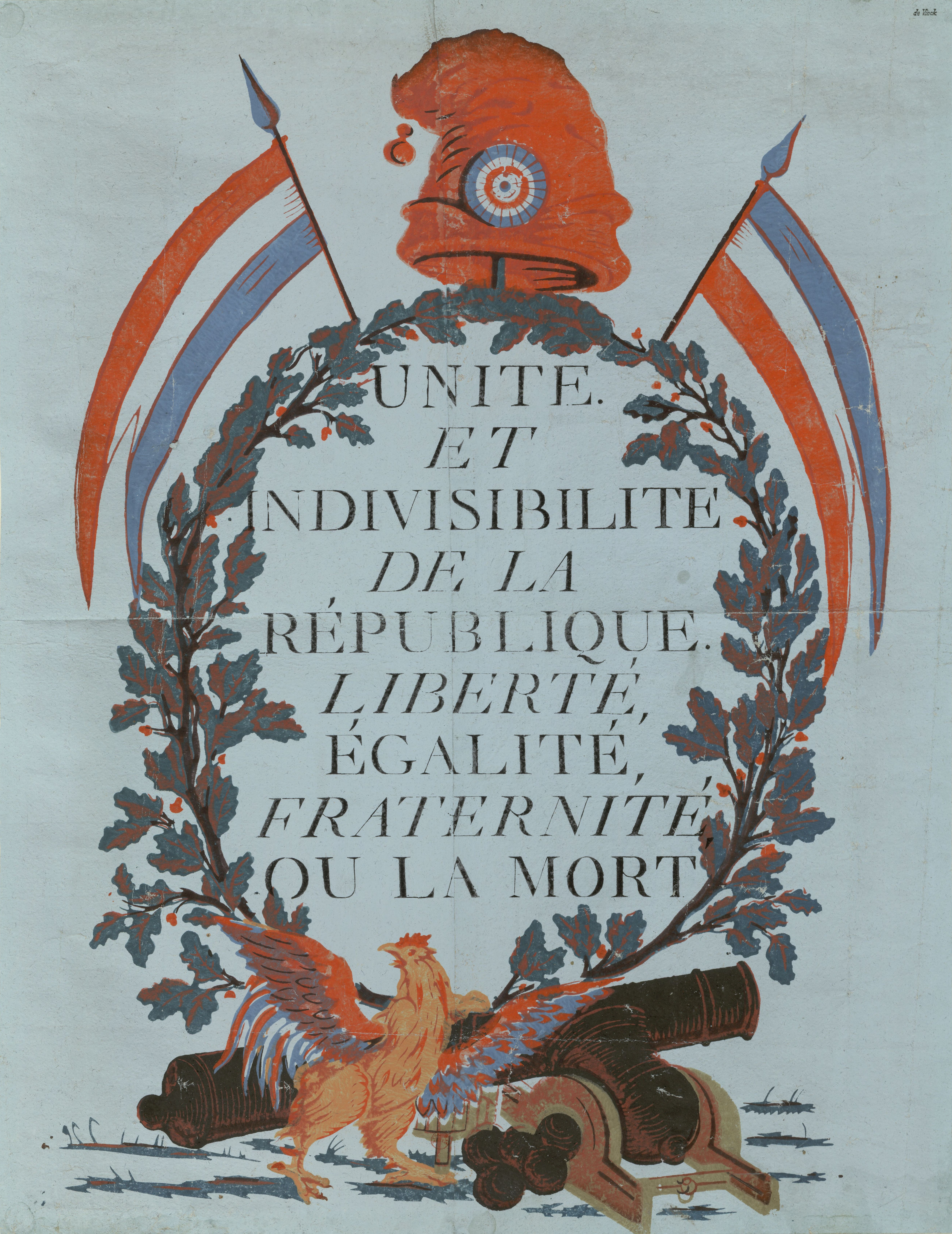
Estampe de l'époque de la Première République, insistant sur l'unité autour de valeurs universelles qui formeront plus tard la devise de la République.

Pour les articles homonymes, voir Universalisme (homonymie).
 (août 2021).
 (février 2023).
Si vous disposez d'ouvrages ou d'articles de référence ou si vous connaissez des sites web de qualité traitant du thème abordé ici, merci de compléter l'article en donnant les références utiles à sa vérifiabilité et en les liant à la section « Notes et références ».
L'universalisme républicain représente l'idée d'une République qui assure un état de droit égal pour tous les citoyens. 
Selon le réseau Canopé, cet universalisme serait un héritage de la philosophie des Lumières, qui, en s'opposant à l'Ancien Régime, veut tendre vers « l'abolition des privilèges, des particularismes et des inégalités ». La Déclaration des droits de l'homme et du citoyen du 26 août 1789 fait référence à ce principe d'universalisme en déclarant la République comme « une et indivisible ».
Toujours selon la même source, l'universalisme « condamne sous l'influence des Jacobins » toutes formes de particularismes (religieux, culturels ou religieux). Le 21 mars 1804, Napoléon 1er applique cette doctrine lorsqu'il promulgue le Code Civil.

« L’universalisme renvoie à l’idée de l’existence d’une unité du genre humain, au-delà de la diversité culturelle de l’humanité. Sur un plan normatif, il désigne également une philosophie politique ayant pour finalité d’octroyer à tous les citoyens d’une même nation des règles, des valeurs, des principes
communs, sans distinctions relatives à des particularités culturelles, religieuses ou philosophiques. »

## Histoire
L'universalisme républicain est utilisé par la Troisième République pour mettre en place un régime égalitaire en France métropolitaine qui vise à « intégrer tous les citoyens dans une même nation ». Au cours du régime, l'instruction devient obligatoire, avec la mise en place d'un enseignement public, gratuit et laïc avec les lois Jules Ferry; et la loi de séparation des Églises et de l'État met fin en 1905 au régime concordataire en établissant la laïcité et la neutralité de l'État sont fixées en 1905 . Au-delà de l'école et du caractère séculier de l'État, l’idéologie républicaine et le principe d’égalité citoyenne sont stimulés par la modernisation de la France, le développement de la vie démocratique et le sentiment patriotique.
Paradoxalement, la colonisation conforte le discours universaliste de la Troisième République, celle-ci est effectuée au nom de la mission civilisatrice de la France: les élites françaises jugèrent les peuples colonisés comme barbares ou rétrogrades en raison de leurs pratiques culturelles et ont donc justifié leurs conquêtes en apportant à ces populations sous couvert de générosité du savoir et de la culture français et en leur faisant bénéficier du progrès technique et scientifique pour que ces populations deviennent des individus émancipés aux yeux des élites françaises ayant participé à la colonisation.
« Au lendemain de la Seconde Guerre mondiale, en réaction au régime de Vichy et au nazisme, la France renoue avec l’universalisme par l’application du programme du Conseil national de la Résistance (rétablissement de la démocratie libérale et du suffrage universel, création de la Sécurité sociale…) ».
« La construction de l’universalisme républicain ne constitue naturellement pas une dynamique historique linéaire. L’instauration des principes d’égalité, des droits individuels et collectifs a suscité des résistances et des oppositions récurrentes. Elle a également connu des remises en cause et des périodes de régressions ».

## Applications pratiques et historiques

### Finalité de l'universalisme
Pour le réseau Canopé, l'universalisme n’est pas synonyme d’uniformité, de conformisme et de non-reconnaissance des différences. En effet, l’universalisme républicain français a pour finalité d’éviter les distinctions par l’État pour mieux les faire respecter, de ne considérer que des citoyens individuels, pour mieux laisser les communautés existantes évoluer à leur guise. Toutefois, ne pas opérer de différences au sein de la population n’implique évidemment pas que la diversité culturelle ne soit pas acceptée. Les individus sont donc simplement perçus avant tout comme des citoyens dans le but de les laisser exprimer librement leur personnalité, leurs identités individuelles et collectives, sans prédétermination. Il estime que l’universalisme est consubstantiel à l’égalité des droits, donc cela suppose également que chacun, quelles que soient ses différences par rapport aux caractéristiques dominantes de la population «majoritaire», puisse jouir effectivement de ces droits: c’est le sens de l’interdiction de toute forme de discrimination.

### Laïcité
La laïcité est le principe d'inclure chaque citoyen dans la vie politique indépendamment de son obédience religieuse ou philosophique. Avec comme corollaire l'égalité des droits des individus de la société, elle permet à l'universalisme de s'inscrire dans un projet de société favorisant à la fois les libertés individuelles et la cohésion nationale.

### Question de la reconnaissance des minorités
L'universalisme républicain, particulièrement lié au principe d'indivisibilité de la République, s'opposerait frontalement à toute reconnaissance d'une quelconque minorité ou groupe ethnique, régional, racial, religieux, ou autre. La sociologue française Nathalie Heinich explique que l’universalisme ne nie pas qu’il existe, factuellement, des différences de statut, ni des sentiments d’appartenance à un groupe, mais il vise leur dépassement, ou leur suspension dans le contexte d’exercice de la citoyenneté. Ainsi, il permet d'associer les différences de statut et les appartenances à un groupe à la possibilité d’opter pour une affiliation plus générale (en l'occurrence, la citoyenneté française ou l'humanité).
C'est sous le prisme de l'universalisme républicain, que l'article 1 de la constitution de la Ve République est interprété. Cette interprétation de l'article 1 fait que la France ne peut reconnaitre les peuples autochtones de Guyane,.
Le Conseil constitutionnel a ainsi censuré en 1991 l'article 1 de la loi portant statut de la collectivité territoriale de Corse, au motif que:

« la mention faite par le législateur du "peuple corse, composante du peuple français" est contraire à la Constitution, laquelle ne connaît que le peuple français, composé de tous les citoyens français sans distinction d'origine, de race ou de religion. »

De même, il constate l'incompatibilité des objectifs et des principes généraux énoncés par le préambule de la Charte européenne des langues régionales ou minoritaires et de la partie II de la dite Charte avec la Constitution car les clauses en question méconnaissaient les principes constitutionnels d’indivisibilité de la République, d’égalité devant la loi, d’unicité du peuple français et d’usage officiel de la langue française. Cela a conduit la France à ne pas ratifier la Charte en question (bien qu'une adhésion à la Charte uniquement sur les clauses jugées compatibles avec la Constitution aurait pu être possible).
Le statut de la Nouvelle-Calédonie et la mise en place de la parité ont nécessité des révisions de la constitution pour être valables.
Plus largement, l'historien et politologue Patrick Weil, voit 4 piliers (Principe d'égalité, langue française, mémoire de la Révolution et laïcité )  au cœur de l'identité nationale française. Il note que ces piliers permettent tant           "l'indifférenciation - l'assimilation - à laquelle chacun aspire dans certaines situations [...] que le respect de sa particularité dans d'autres" et ajoute que "ces piliers ont suscité d'autant plus l'adhésion qu'ils ont souvent été mis en œuvre dans la reconnaissance de cette diversité des Français, dans un équilibre qui leur offre la possibilité de circuler entre des identités composées".

### Rejet des discriminations
Au nom de l'universalisme républicain sont rejetées, aujourd'hui[Quand ?], les discriminations de quelque nature qu'elles soient: racisme, religion, de sexe ou d'orientation sexuelle.
L'universalisme républicain fut par ailleurs un des arguments employés en faveur de la suppression du mot race dans l'article premier de la Constitution de la Cinquième République française.
Pour Emmanuel Macron, le racisme est « une trahison de l’universalisme républicain ».
Pour Sarah El Haïry, la police « ne peut pas être raciste, car elle est républicaine ».

## Limites dans l'application

### La condition féminine
Question posée par Maxime Foerster dans son étude sur l'universalisme républicain et la sexualité[réf. nécessaire] :

« Au moment de la révolution française, au moment de l'émergence de la république et du principe de l'égalité de tous devant la loi, comment peut-on d'un côté émanciper les citoyens juifs, protestants, affranchir les esclaves, ce qui est tout à fait dans la logique de l'universalisme républicain et en même temps exclure les femmes ? »

La République n’apporte rien dans ce domaine, au contraire. La Révolution a accordé aux femmes certains droits civils et aux femmes mariées le droit de divorcer. Mais les «avancées» sont «de l’ordre du privé, dans la sphère familiale mais pas dans la sphère politique», comme le justifie Talleyrand en 1791 : « Si nous leur reconnaissons les mêmes droits qu’aux hommes, il faut leur donner les mêmes moyens d’en faire usage. Si nous pensons que leur part doit être uniquement le bonheur domestique et les devoirs de la vie intérieure, il faut les borner de bonne heure à remplir cette destination ». Au contraire, la Révolution signifie « l’exhérédation de la femme » : « sous l’Ancien Régime, les femmes nobles, à la tête de fiefs, pouvaient rendre la justice et étaient investies des attributs de souveraineté au même titre que les hommes ; les femmes du tiers-état participaient par ailleurs aux assemblées ».

### Colonisation
Arthur Girault, dans son ouvrage classique Principes de colonisation et de législation coloniale (1894), écrivait que l'assimilation « est l’union plus intime entre le territoire colonial et le territoire métropolitain ». Son but « est la création progressive de véritables départements français ». « L’assimilation, doit être pensée comme l’héritière directe du projet de la Révolution française, car la Constitution de l’an III (1795) avait déclaré que les colonies étaient partie intégrante de la République ».

Dans son article, Laënnec Hurbon met en évidence les hésitations de l'universalisme républicain lorsqu'il doit s'appliquer hors de la France métropolitaine : 

« À l'antinomie citoyen/esclave se substitue celle de citoyen français/sujet (indigène), au moment de l'abolition de l'esclavage dans les colonies, laquelle évitait soigneusement de faire des anciens esclaves des citoyens. Curieusement en effet – et tel est le problème que l'idée républicaine ne cesse de rencontrer sur son chemin – les colonisés reprennent la place de « sujets » qui avait été celle des Français sous la royauté, comme si la condition de citoyen, impliquant ce qu'on appelle « la présupposition égalitaire » était une marque dangereuse, subversive contre toute tendance à établir une république impériale. »

— Laënnec Hurbon, « La loi de 1905 et les colonies »

### Quotas et discrimination positive
L'universalisme républicain s'oppose à la discrimination positive. Le Conseil constitutionnel censure des quotas par sexe sur les listes électorales de 1982.
La discrimination positive se fait sur base socio-économique et non sur base raciale.

## Critiques
Cette conception est aujourd'hui souvent[réf. nécessaire] critiquée :

« L’« universel républicain » a mauvaise presse. Dans la vie publique, il est d’ailleurs toujours qualifié d’« abstrait », ce qui le condamne explicitement ou implicitement. Il importe donc de comprendre ce qu’il fut sans le caricaturer mais sans l’idéaliser rétrospectivement, d’analyser ce que furent ses vertus mais aussi les mauvais usages qui ont pu en être faits, et les interrogations qu’il suscite aujourd’hui. »

— Dominique Schnapper.
Les objections faites aux principes de l'universalisme républicain se déclinent selon plusieurs axes.

L'inégalité existant de fait dans la société remet en cause le principe même des lois et règlements uniformes envers les citoyens. Il est nécessaire de prendre en compte la pluralité et la diversité de la société. Ainsi Esther Benbassa, dans L'Humanité du 21 mars 2005, écrit : 

« L’appel des Indigènes de la république, par exemple, ne peut qu’interpeler violemment une France qui refuse de se voir dans sa pluralité. En effet, la plupart des politiques sont toujours jacobins. Ils restent ancrés dans un universalisme républicain qui ne répond plus aux exigences de la société. Considérer que, sous l’égide d’un État centralisateur, tous les citoyens sont égaux, c’est une aspiration mais ce n’est pas la réalité. »

Benjamin Stora présente les contradictions qui seraient liées à cette notion, notamment dans le cadre de la colonisation française en Algérie : 

« Quant à l’assimilation républicaine, elle se traduira par une volonté de dépersonnalisation. En Algérie, les principes de la République ne sont pas "assimilés" ; on finit par devoir se perdre pour pouvoir exister.

Jusqu’à la moitié du XXe siècle, le nationalisme français s’abritera sous les masques de l’universalisme républicain. Les luttes de décolonisation des années 1950-1960 déchirent cette "protection", et font apparaître cet universalisme comme nationalisme. Un choc se produit entre deux nationalismes: un type «universel laïque», et un autre à caractère "communautaire, religieux" (le nationalisme algérien). »

Gilles Manceron, rédacteur en chef de la revue de la Ligue des droits de l’Homme, Hommes et Libertés, cerne tout particulièrement, dans Marianne et les colonies, ce « paradoxe républicain » qui a conduit à l’invention d’un « universalisme truqué » distinguant les hommes blancs civilisés des indigènes sauvages. Une « contrefaçon » qui s’est poursuivie jusqu’au milieu du XXe siècle, avec une « étonnante continuité », et que nous avons, aujourd’hui encore, bien du mal à expliquer aux élèves des collèges et des lycées. Faute d’être débarrassé de cette « falsification » qu’il a entretenue, notre discours républicain continuera, affirme Manceron, d’être « porteur d’une ambiguïté fondamentale ».
Conclusion de l'essai de Maxime Foerster[réf. nécessaire] : 

« L'universalisme républicain est une conception abstraite de la citoyenneté qui consiste à dire que la meilleure façon de ne pas discriminer un citoyen c'est de le définir en faisant abstraction de sa race, sa religion, ses opinions politiques, son orientation sexuelle, son sexe. C'est en fait essayer d'obtenir, à travers le citoyen, une vision d'électron libre complètement non surdéterminé par des caractéristiques qui pourrait le catégoriser. »

Vu de l'étranger, le principe d'universalisme républicain est vu comme apparenté à une religion (l'expression « républicanisme transcendental » est utilisée) dont la thèse centrale est que l'égalité supprime les discriminations. Mais cette égalité suppose l'abandon des particularités. Ainsi le Süddeutsche Zeitung avance ce commentaire : 

« […] Ce serait faire tort aux républicains comme Peña-Ruiz de supposer qu'ils ne souscrivent pas de bonne foi à l'idée que la République française est une affaire qui s'adresse à l'homme universel et dans laquelle toutes les particularités doivent s'effacer pour le bien commun. D'un autre côté, il est également clair que cette idée confond toujours l'homme universel et la France, et ignore impitoyablement le reste du monde. L'universalisme n'est donc pas la solution à l'exclusion qui frappe les Arabes et les Noirs. Par son ethnocentrisme déguisé en logique de la raison, il est lui-même le problème. »

### Evocation de contradictions supposées avec le droit international
Les mêmes principes de liberté et d'égalité sont contenus dans les diverses déclarations internationales des Nations-Unies, contre les discriminations, déclarations qui ne se réfèrent jamais à l'universalisme républicain, mais sont, par contre, ouvertes aux différences culturelles et linguistiques, à la protection des minorités.
Pour certains, la République française nierait l'existence des minorités en France, au nom même de l'universalisme républicain, comme en témoignent des réserves constamment émises à ce sujet :
- à l'article 27 du Pacte international relatif aux droits civils et politiques concernant les droits culturels des minorités. La France a émis une réserve et n'est donc pas légalement liée à cet article dont le texte affirme :

« Dans les États où il existe des minorités ethniques, religieuses ou linguistiques, les personnes appartenant à ces minorités ne peuvent être privées du droit d'avoir, en commun avec les autres membres de leur groupe, leur propre vie culturelle, de professer et de pratiquer leur propre religion, ou d'employer leur propre langue. »

- à l'article 30 de la Convention internationale des droits de l'enfant concernant les droits des enfants d'origine autochtone ou issus de minorités :

« Dans les États où il existe des minorités ethniques, religieuses ou linguistiques ou des personnes d’origine autochtone, un enfant autochtone ou appartenant à une de ces minorités ne peut être privé du droit d’avoir sa propre vie culturelle, de professer et de pratiquer sa propre religion ou d’employer sa propre langue en commun avec les autres membres de son groupe. »

- la Déclaration sur les droits des personnes appartenant à des minorités nationales ou ethniques, religieuses et linguistiques[20], notamment[21] :

« Le droit à la protection, par les États, de leur existence et leur identité nationale ou ethnique, culturelle, religieuse ou linguistique (art. 1). »

« Le droit de jouir de leur propre culture, de professer et de pratiquer leur propre religion et d’utiliser leur propre langue, en privé et en public (art. 2, par. 1). »

« Le droit d’exercer leurs droits, individuellement aussi bien qu’en communauté avec les autres membres de leur groupe, sans aucune discrimination (art. 3). »

Les États doivent protéger et promouvoir les droits des personnes appartenant à des minorités en prenant des mesures :

« Pour créer des conditions propres à permettre aux personnes appartenant à des minorités d’exprimer leurs particularités et de développer leur culture, leur langue, leurs traditions et leurs coutumes (art. 4, par. 2). »

« Pour que, dans la mesure du possible, les personnes appartenant à des minorités aient la possibilité d’apprendre leur langue maternelle ou de recevoir une instruction dans leur langue maternelle (art. 4, par. 3). »

« Pour encourager la connaissance de l’histoire, des traditions, de la langue et de la culture des minorités qui vivent sur leur territoire et veiller à ce que les personnes appartenant à ces minorités aient la possibilité d’apprendre à connaître la société dans son ensemble (art. 4, par. 4). »

- à l'article 2, paragraphe 2 du Pacte international relatif aux droits économiques, sociaux et culturels :

« les États parties au présent Pacte s’engagent à garantir que les droits qui y sont énoncés seront exercés sans discrimination aucune fondée sur la race, la couleur, le sexe, la langue, la religion, l’opinion politique ou toute autre opinion, l’origine nationale ou sociale, la fortune, la naissance ou toute autre situation. »

### Critiques sociologiques
Selon les universitaires Annabelle Seoane, Cédric Passard et Chloé Gaboriaux, même en supposant que les règles abstraites propres à l’universalisme républicain seraient suffisantes pour assurer le lien social, ils échouent symétriquement à rendre compte de la labilité d’appartenances façonnées par l’approfondissement de l’individualisme et donc de penser la possibilité, au sein de la République, de groupes intermédiaires qui ne soient pas de simples carcans pour l’individu. Ils estiment qu'à l'instar de son modèle opposé, le modèle libéral, l'universalisme peine à envisager la persistance des groupes déjà constitués, notamment religieux, et leur intégration à la société politique.

### Critique relativiste
Selon Louis-Georges Tin, plus on descend dans la hiérarchie sociale, plus la propension à se réclamer de l’universalisme diminue. Pour lui, l’universalisme n’est même pas une spécificité française, c’est une spécificité des élites françaises. Dans la pratique, il estime que l'universalisme est le moyen par lequel un groupe social dominant tend à constituer son ethos en éthique, au détriment des intérêts et des aspirations des groupes minoritaires.
Tin décrit l'universalisme comme une coquille vide, dans laquelle on peut mettre tout et n'importe quoi : la justice, la liberté, le capitalisme (en tant que rêve d'un marché libre et ouvert à l'échelle universelle), la religion (en expliquant que le mot catholique provenant du mot catholicos signifie d'ailleurs « universel » en grec). Il explique que même les totalitarismes peuvent se réclamer de l'universel.
Selon Philippe Marlière, professeur de science politique à Londres, l’universalisme à la française ne serait qu'un communautarisme majoritaire. Pour lui, il existe de l’universalisme dans le multiculturalisme. Il explique également que pour les britanniques, l’universalisme français est trop abstrait et que ces derniers s'interrogent sur son fonctionnement.
La journaliste Rokhaya Diallo, quant à elle, affirme que non seulement l’universalisme tel que pratiqué en France n’est pas intrinsèquement républicain et ne peut être réduit à l’identité ou à l’histoire de la République française. Elle explique que la notion abstraite d'universalisme républicain généralement présenté comme une approche généreuse et ouverte, masque un prosélytisme : l'objectif d’un groupe dominant ayant la volonté de maintenir sa position sociale et de perpétuer ses privilèges; des rapports de force qui sont inhérents au système hétéropatriarcal blanc. Le neurobiologiste et philosophe britannique Kenan Malik, qui est spécialisé dans les questions raciales et de multiculturalisme explique qu'en terme de politiques publiques consistant à mettre aux inégalités raciales, ni l'universalisme républicain de la France ni le multiculturalisme des Etats-Unis n'ont réussi. Il explique que l'échec de l'universalisme est dû au refus des hommes politiques de la Ve République française de reconnaître la réalité sociale du racisme au nom de l’« universalisme » or d'après lui, cela a ironiquement contribué à la création des « ghettos » en France car les hommes politiques français se moquaient autrefois de la ghettoïsation causée par l'approche anglo-saxonne.
Kenan Malik affirme que la politique française a consisté à fermer les yeux sur le racisme par le fait d'être aveugle à la couleur et à utiliser l’exigence d’« assimilation » comme moyen de distinguer certains groupes (les juifs autrefois et les personnes d’origine nord-africaine et les musulmans de nos jours) comme n’appartenant pas véritablement à la nation. Ainsi, selon lui, l’« universalisme » est devenu une arme pour souligner les différences de certains peuples avec le peuple français et justifier leur marginalisation. La France a selon lui un défaut partagé avec les États-Unis : elle traite trop souvent ses citoyens non pas comme des individus mais comme des membres de communautés raciales ou ethniques. Il propose une solution allant au-delà du multiculturalisme et de l'universalisme républicain: la création d'une perspective universaliste qui accepte l’égalité de traitement mais ne nie pas la réalité des inégalités raciales.

## Soutiens
L'humaniste Xavier Chabois-Chouvel explique que les détracteurs de l'universalisme républicain reprochent à l’universalisme son caractère abstrait. Il explique que s'il est vrai que la République universelle reste une utopie, l’idéal qu’elle recouvre a pourtant investi le champ politique et institutionnel. Pour Chabois-Chavel, pour comprendre l'universalisme, il ne faut pas confondre le mondialisé et l’universel. En effet, selon lui, l'universalisme républicain permet l'affirmation de son identité individuelle et si l’universalisme refuse le relativisme, cela n'est que pour condamner des pratiques qui, au nom de la diversité culturelle, constituent des négations factuelles à la dignité humaine. Il reconnaît également que la République française n'a pas encore accompli l'universalisme et l'a peut-être trahi mais il explique qu'il est nécessaire de convenir que « l’universalisme républicain est un principe d’intégration, non une description de la réalité » et que « la trahison d’un principe ne l’invalide pas ».
Selon Georges Kuzmanovic, ex-orateur national de la France Insoumise, les critiques contemporains de l'universalisme républicain ne condamnent jamais les rigueurs que l’universalisme républicain fit jadis supporter aux catholiques et se désintéressent du sort qu’il réserve aux bouddhistes et aux confucéens, pour se concentrer sur son caractère prétendument discriminant vis-à-vis des adeptes de la religion musulmane. En effet, Kuzmanovic constate que les opposants à la notion d’universalisme réagissent rarement lorsqu’on condamne les manifestations des intégristes chrétiens, alors qu’en théorie, ils devraient défendre toutes les communautés religieuses. Selon lui, si aujourd’hui, en France, les universalistes tendent à critiquer plus souvent l’islam que les autres religions, ce n’est pas par islamophobie, mais en raison d'une fraction des pratiquants de cette religion qui défie l’autorité laïque de la République en faisant preuve d’une radicalité particulière tout en se référant à une autorité religieuse supranationale. Il explique qu'une personne universaliste voit le problème comme non spécifique à aucune religion en particulier, ni même aux religions dans leur ensemble mais à la volonté d’hégémonie qui les caractérise dans un lieu et à un moment donné.
La philosophe Susan Neiman considère  que l'attaque de l'universalisme prend place dans une critique plus générale des idéaux des Lumières : « L'universalisme des droits humains ne serait que le faux nez de la domination occidentale, écrasant la légitime diversité des points de vue, des ethnies et des genres ». En bref, « les idéaux des Lumières ne seraient qu’illusion néfaste et piège à déconstruire ». Pour Susan Neiman, l'universalisme est une des valeurs fondatrices de la gauche et se trouve menacé comme tel. Plus largement, l'universalisme est l'une des trois convictions fondatrices des principes des Lumières : « l’humanité est une, des idées et des valeurs communes peuvent la fédérer, par delà tribus, genres, cultures et autres points de vue particuliers ». L'universalisme se conçoit conjointement avec, d'une part, l'idéal de  justice selon lequel « peu à peu, égalité et dignité doivent entrer dans les faits » -  « les idéaux de la morale et du droit » n'étant « pas vains, ni les jeux de pouvoir et de domination seuls maîtres du jeu » et avec l'objectif de progrès d'autre part, qui suppose que « la condition humaine peut s’améliorer, l’histoire se construit » et que « le pire n’est pas fatal ».